# McDonnell F-101 Voodoo
Le McDonnell F-101 Voodoo est un avion de combat américain de la seconde moitié des années 1950. C'est le premier avion de chasse capable de dépasser 1 000 miles/h (1 609 km/h) à avoir été produit en série. Construit à un peu moins de 900 exemplaires, ce second type des Century Series Fighters est resté en service jusqu'au début des années 1980.

## Histoire
En 1951, l'armée de l'air américaine émit un appel d'offres pour un avion de chasse à long rayon d'action capable d'accompagner le bombardier intercontinental B-36. McDonnell remporta le marché avec une réponse basée sur son projet XF-88, développé à la fin des années 1940 mais n'ayant jamais abouti. Le futur F-101 était cependant plus grand et sa structure en partie modifiée par rapport au XF-88.

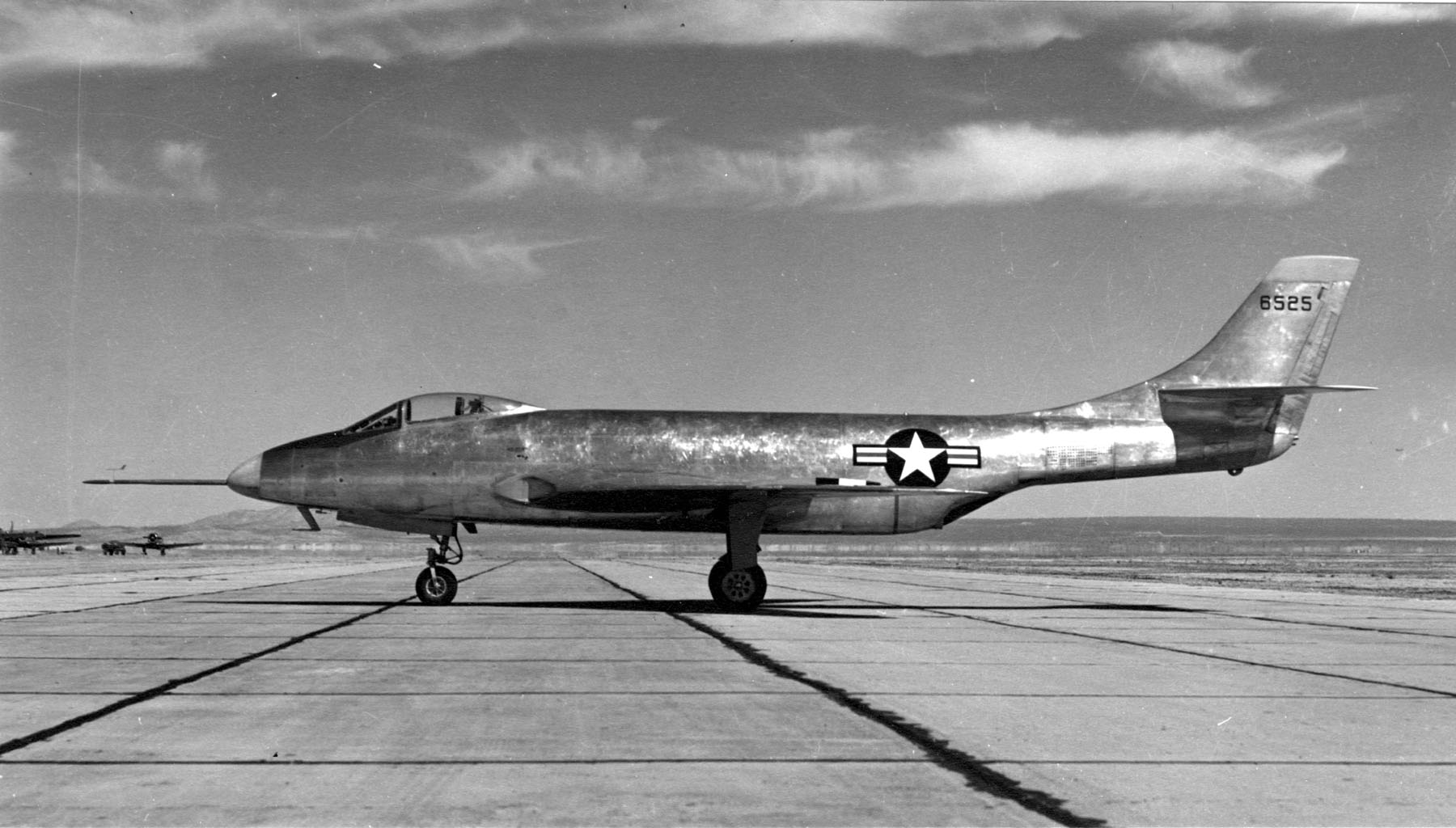
Le prototype XF-88

Le premier prototype fit son vol inaugural le 29 septembre 1954 et, peu de temps après, atteignit sa vitesse maximale de Mach 1,4. La construction en série avait été lancée immédiatement, de sorte qu'une trentaine d'avions avaient été livrés au premier semestre 1956. Les essais menés par l'USAF révélèrent cependant de nombreux problèmes de jeunesse et la production fut interrompue quelques mois, le temps d'apporter plusieurs centaines de modifications aux avions déjà livrés. Finalement, les premiers F-101A furent livrés aux unités opérationnelles à partir de mai 1957. Ils étaient armés de 4 canons de 20 mm et éventuellement d'une bombe atomique, mais ne pouvaient cependant pas emporter de bombes classiques. En effet, à la suite des revirements de l'État-Major américain, le F-101 était maintenant destiné à servir en tant que chasseur-bombardier, capable à la fois de missions air-air et de larguer la bombe atomique.

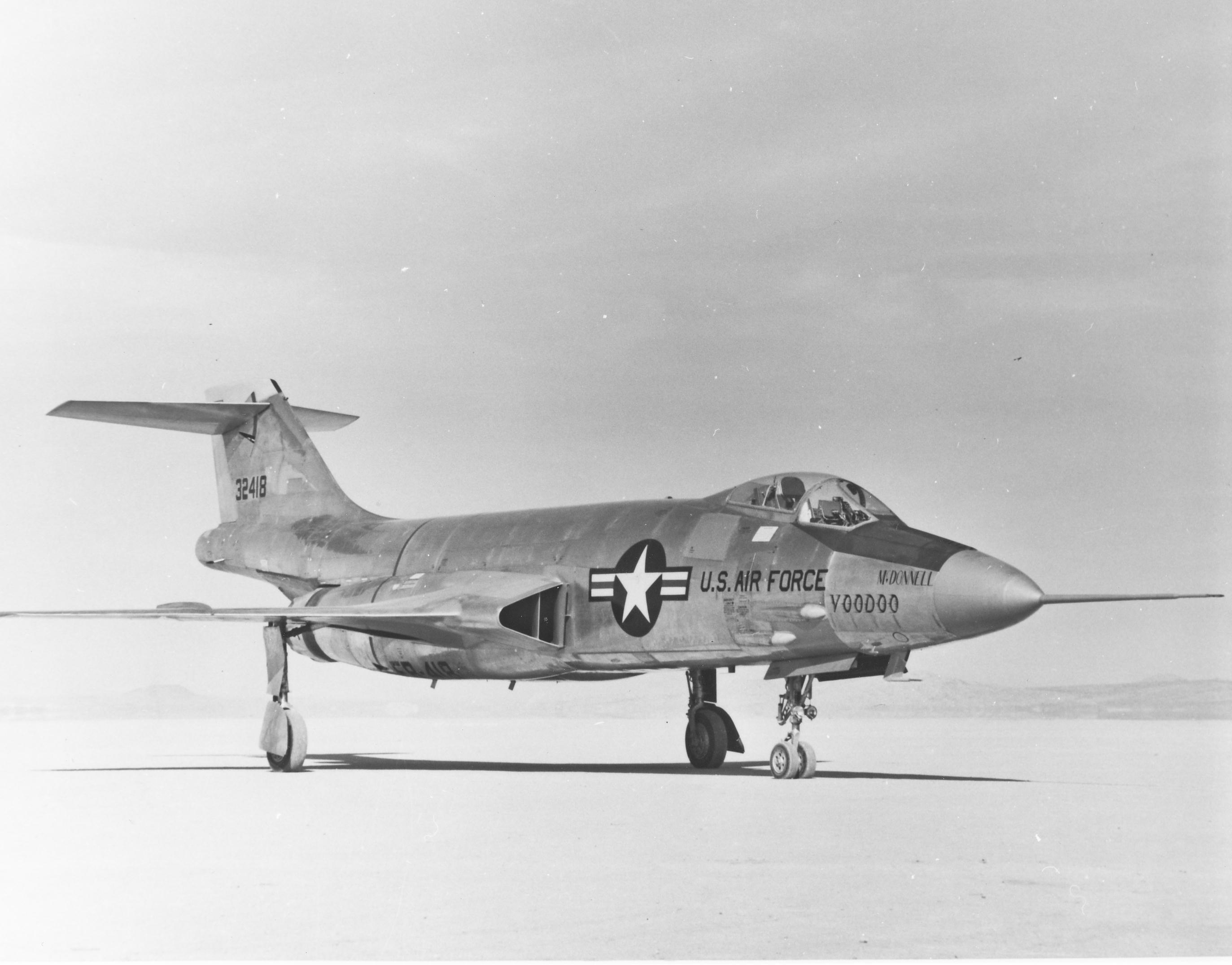
Le premier F-101A livré

Le F-101A n'étant pas bien adapté à sa nouvelle mission d'attaque à basse altitude, une version F-101C fut mise au point en 1957, avec une structure renforcée capable d'encaisser 7,33G et quelques autres améliorations mineures. Elle ne fut cependant construite qu'à 47 exemplaires avant que l'USAF ne renonce finalement à utiliser le Voodoo pour l'attaque. Le reste de la production fut transformé en autant de RF-101C, version non armée de reconnaissance qui restait cependant capable d'emporter une bombe atomique, et subit quelques améliorations du système photographique durant sa carrière.
Parallèlement, à la suite des retards rencontrés sur le programme du F-102 Delta Dagger, l'USAF commanda dès 1954 une version F-101B d'interception tout-temps, comme solution d'attente. Il s'agissait d'un avion biplace (1 pilote et 1 opérateur de système d'arme), équipé de réacteurs J57 plus puissants avec des tuyères plus longues, d'un avant modifié pour embarquer le système de tir, et armé de 4 missiles air-air en remplacement des canons. Le premier vol eut lieu le 27 mars 1957 et les livraisons commencèrent en janvier 1959. Cette version était accompagnée de la version F-101F destinée à l'entraînement au système d'armes, mais qui conservait toute sa capacité de combat. Les F-101B subirent plusieurs modifications durant leur carrière, comme la possibilité de tirer le missile air-air à tête nucléaire AIR-2 Genie, l'ajout d'un détecteur infrarouge et des améliorations du système de tir.
Les F-101A et C ainsi que leurs dérivés de reconnaissance restèrent en première ligne jusqu'au milieu des années 1960 et les derniers furent retirés des unités de réserve à la fin des années 1970. De leur côté, les F-101B commencèrent à être transférés à la Garde Nationale à la fin des années 1960 et furent définitivement réformés au début des années 1980.

## Export

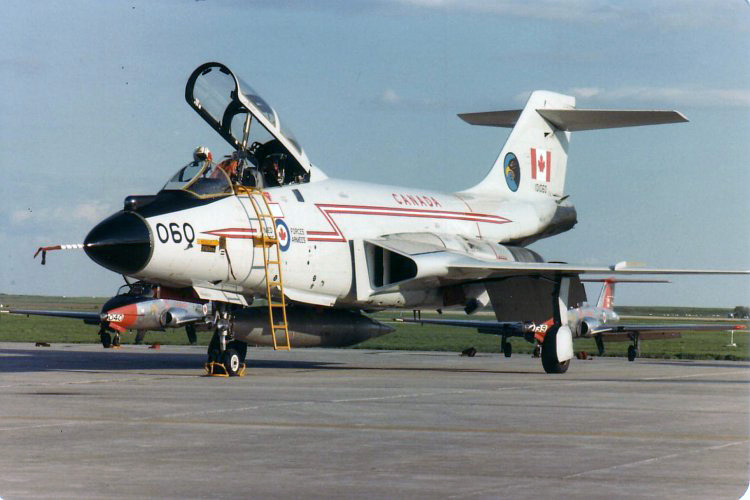
Un CF-101B de l'armée de l'air canadienne

Après l'abandon du CF-105 Arrow, le Canada commanda 56 F-101B d'interception et dix F-101F d'entraînement, qui lui furent livrés entre juillet 1961 et mai 1962. Il s'agissait d'appareils d'occasion prélevés sur les unités de l'USAF, initialement armés uniquement de missiles air-air AIM-4 Falcon « classiques ». À partir de 1965, les Voodoo canadiens purent également disposer de missiles à charge nucléaire AIR-2 Genie, mais ceux-ci restaient la propriété des États-Unis et étaient mis en œuvre sous leur contrôle.
Entre 1970 et 1972, les CF-101 restants furent renvoyés aux États-Unis et remplacés par 66 autres, toujours d'occasion, mais révisés et incluant les dernières améliorations apportées aux exemplaires américains. Les CF-101B et CF-101F restèrent en service dans la RCAF jusqu'à la fin de l'année 1984. Deux exemplaires furent néanmoins conservés jusqu'en avril 1987, dont l'un transformé en EF-101B destiné à la guerre électronique.
En 1959, Taïwan acheta huit RF-101A d'occasion, qu'elle utilisa pour des missions de reconnaissance jusqu'à la fin des années 1970. Il semble que quelques RF-101C américains aient également été loués par Taïwan pendant l'été 1962.

## Records
Le 27 novembre 1957, quatre RF-101A établissent plusieurs records de traversée des États-Unis, dont un aller-retour Los Angeles-New York (distance de 7 871 km) à une vitesse moyenne de 1 161 km/h.
Le 12 décembre 1957, un F-101A équipé des réacteurs J57-P-55 destinés à la version F-101B a établi un record de vitesse en atteignant 1 943 km/h, vitesse la plus élevée ayant été atteinte par un chasseur opérationnel.

## Engagements

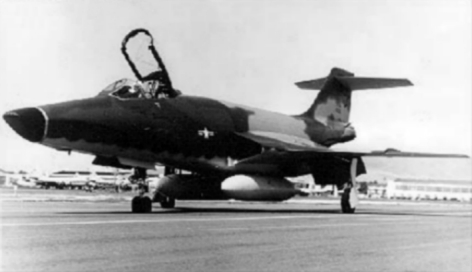
Un RF-101C de reconnaissance au Viêt Nam, cet avion sera abattu le 7 mars 1966 par un missile sol-air.

Des RF-101A et RF-101C américains ont effectué plusieurs missions de reconnaissance lors de la crise des missiles de Cuba, en 1962.
Le RF-101C a été la seule version du Voodoo utilisée par les États-Unis lors de la guerre du Viet-Nam, entre 1961 et 1965. 39 avions furent perdus au Viêt Nam dont 33 au combat. Parmi ces derniers, 5 furent abattus par des missiles SAM au cours d'une attaque sur un aérodrome et un par un MiG-21.
Les RF-101A de Taïwan ont été utilisés pour des missions de reconnaissance (voire d'espionnage) au-dessus de la Chine. Un de ces avions a été abattu le 2 août 1961 et un autre le 18 décembre 1964.

## Variantes

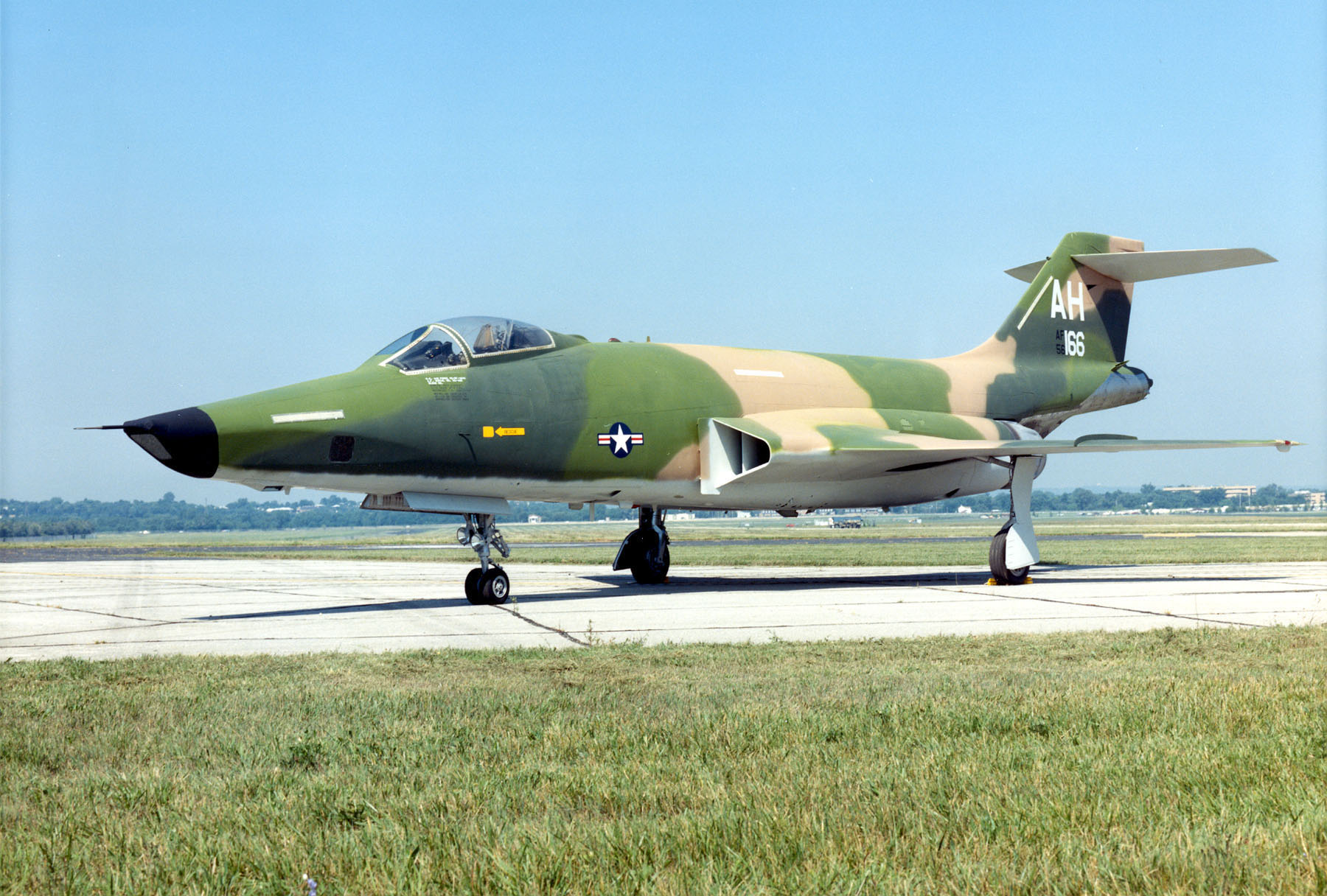
Un RF-101C américain

- F-101A : version initiale monoplace, chasseur-bombardier (77 exemplaires)
- RF-101A : version de reconnaissance du F-101A (35 exemplaires)
- F-101B : version biplace d'interception tout temps (479 exemplaires)
- RF-101B : version de reconnaissance du F-101B (22 ex CF-101B modifiés)
- F-101C : F-101A avec structure renforcée (47 exemplaires)
- RF-101C : version de reconnaissance du F-101C (166 exemplaires)
- F-101F : version d'entraînement du F-101B (79 exemplaires)
- RF-101G : seconde version de reconnaissance du F-101A (29 F-101A modifiés)
- RF-101H : seconde version de reconnaissance du F-101C (31 F-101C modifiés)
- CF-101B/CF-101F : désignation des F-101B et F-101F utilisés par le Canada

## Pays utilisateurs

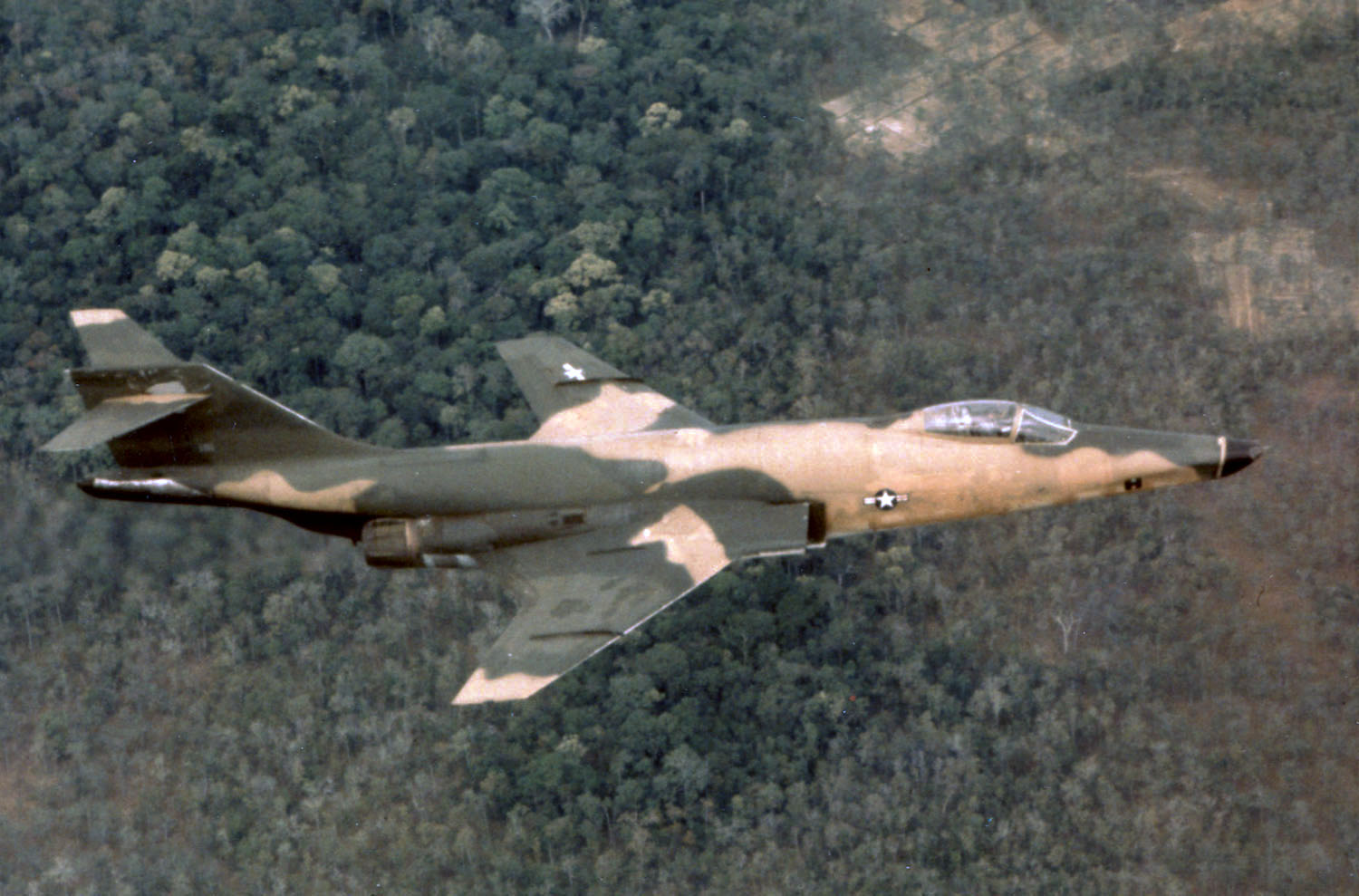
Un RF-101C en vol durant la Guerre du Viêt Nam en 1967

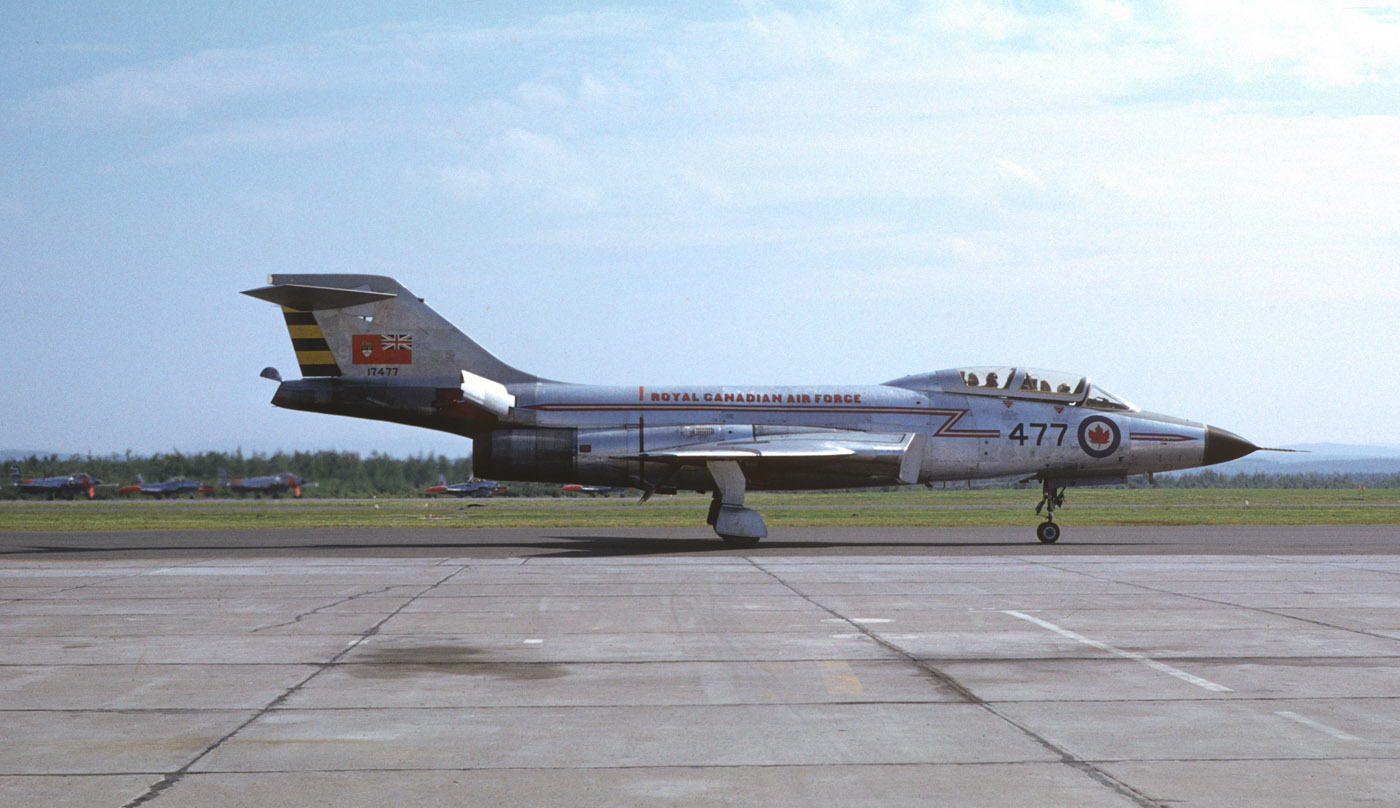
Un CF-101B canadien sur le point de décoller à la BFC Bagotville en 1962

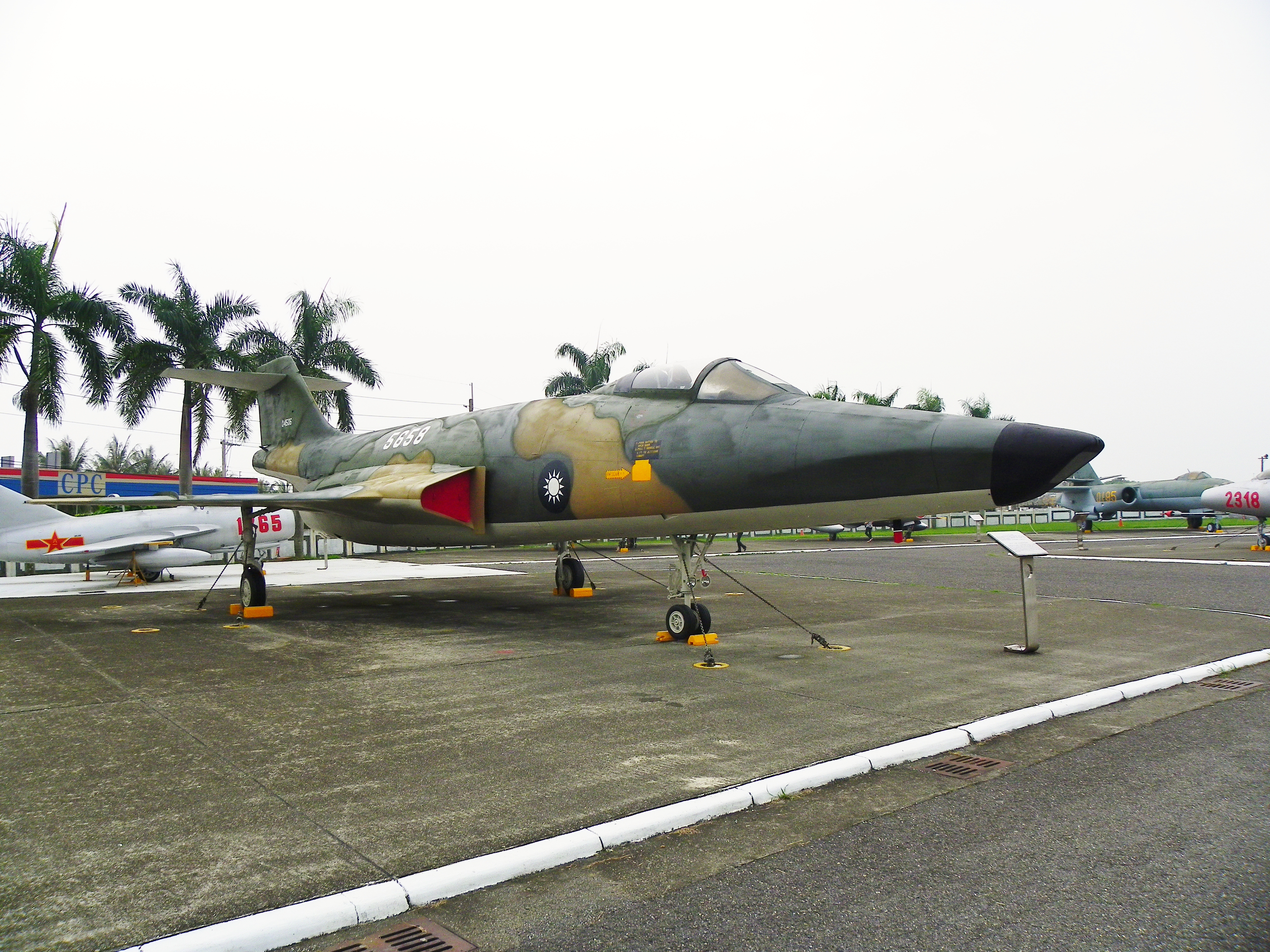
Un RF-101A taïwanais

- États-Unis

United States Air Force
Air National Guard
- Canada

Royal Canadian Air Force
Forces Canadiennes
409e Escadron-BFC Comox
410e Escadron-BFC Uplands
414e Escadron-BFC North Bay
416e Escadron-BFC Chatham
425e Escadron-BFC Bagotville
- Taïwan

Force aérienne de la République de Chine

## Préservation
Un certain nombre d'appareils ont été conservés dans des musées :
 Allemagne
- F-101B 58-0265 : Préservé au Musée des Techniques de Spire[5]

 France
- F-101B 58-0282 : Préservé à Blagnac par les Ailes Anciennes Toulouse[6].

 Royaume-Uni
- TF-101B 56-0312 United States Air Force – Midland Air Museum, aéroport de Coventry[7]

 Taïwan
- RF-101A 54-1505 : Préservé au Chung Cheng Aviation Museum[8]
- RF-101A 54-1506 : Préservé à l'Aviation Education Exhibition Hall[9]

### Développement lié
- McDonnell XF-88 Voodoo
- McDonnell CF-101 Voodoo

### Aéronefs comparables
- Convair F-102 Delta Dagger
- Convair F-106 Delta Dart
- Lavotchkine La-250 Anakonda
- McDonnell Douglas F-4 Phantom II
- Tupolev Tu-128